# 莫斯特 (利沃夫州)
49°32′22″N 23°39′16″E / 49.53944°N 23.65444°E
莫斯特（烏克蘭語：Мости），是烏克蘭西部的村莊，隸屬利維夫州的利維夫區。該村始建於1512年，面積5.1平方公里，海拔高度259米，2025年人口209，人口密度每平方公里50.39人。